# Lantarón
Lantarón est une commune d'Alava, dans la communauté autonome du Pays basque en Espagne.

## Hameaux
La commune comprend les hameaux suivants :
- Alcedo, concejo ;
- Bergonda (Bergüenda en espagnol), concejo ;
- Caicedo-Yuso, concejo ;
- Comunión (Komunioi en basque), concejo, chef-lieu de la commune ;
- Fontecha, concejo ;
- Leciñana del Camino (Leziñana en basque), concejo ;
- Molinilla, concejo ;
- Puentelarrá (Larrazubi en basque), concejo ;
- Salcedo, concejo ;
- Sobrón, concejo ;
- Turiso, concejo ;
- Zubillaga, concejo.